# Zenjibu-ji
Zenjibu-ji (禅師峰寺?) es un templo budista de la secta Shingon en la localidad de Nankoku, prefectura de Kōchi, Japón. Se trata del 32º lugar de peregrinación del Camino de Shikoku.

## Toponimia
Al encontrarse en la cima del monte Mine, a una altitud de unos 82 m, el templo es llamado localmente “Minen-ji”, “Mine-dera”, and “Mine-ji”. Fue denominado "Templo Zenshimine” por Gyōki, y también fue llamado “Hachiyōzan” por el parecido del monte Mine con un loto de ocho pétalos.

## Historia

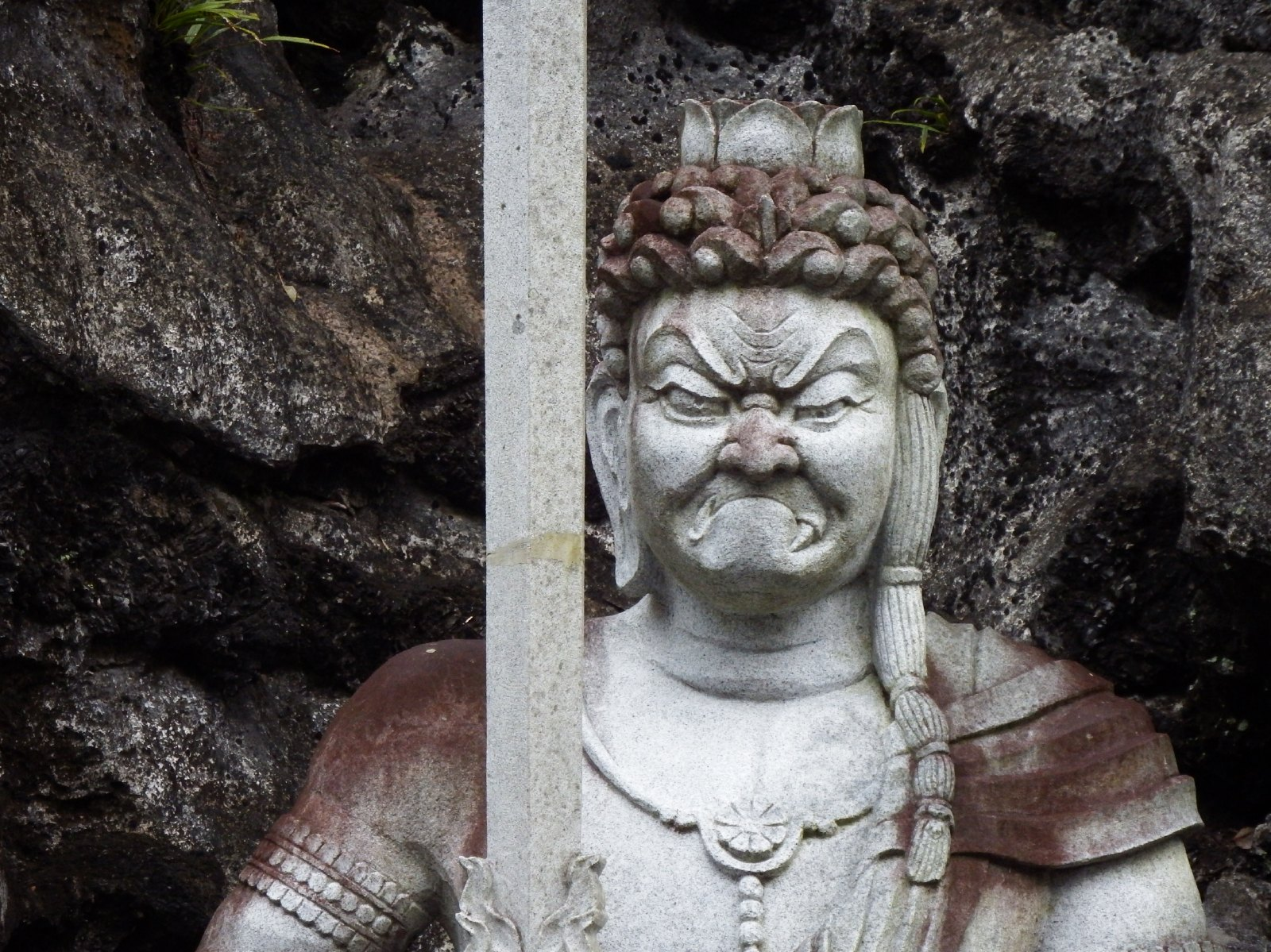
Una estatua de Fudō Myō-ō a la entrada del templo.

El templo afirma que fue Kukai quien fundó el templo y talló el honzon (imagen principal), en este caso una estatua de Kannon de 11 caras. Sin embargo, otros registros sugieren que fue fundada en el 807 por Gyōki, que levantó otros templos de la peregrinación un siglo antes que Kukai. El Emperador Shomu le mandó su construcción para velar por la protección del océano. Debido a su ubicación, el templo ha tenido la reputación de proteger a los marineros. Ubicado sobre un terreno rocoso, los edificios no presentan un gran tamaño. La institución cuenta con estatuas de Fudō Myō-ō y un par de guardianes Niō que están registrados como Propiedades Culturales Importantes.